# Mpofana Local Municipality
Mpofana (englisch Mpofana Local Municipality, früher Mooi Mpofana) ist eine Lokalgemeinde im Distrikt uMgungundlovu der südafrikanischen Provinz KwaZulu-Natal. Der Verwaltungssitz der Gemeinde befindet sich in Mooi River. Bürgermeister ist Xolani Magnificent Duma.

## Geografie
Mpofana grenzt im Norden an die Gemeinde Inkosi Langalibalele und Msinga, im Osten an Umvoti und uMshwathi und im Süden an uMngeni. Westlich von Mpofana liegt das ehemalige District Management Area Highmoor/Kamberg Park und ebenfalls die Gemeinde Inkosi Langalibalele.

## Städte und Orte
- Bruntville
- KwaNontshilwane
- Mooi River
- Townview

## Bevölkerung
Im Jahr 2011 hatte die Gemeinde 38.103 Einwohner 1652 Quadratkilometern. Davon waren 92,2 % schwarz, 5,2 % weiß, 1,8 % Inder bzw. Asiaten und 0,6 % Coloureds. Erstsprache war zu 85,3 % isiZulu, zu 6,9 % Englisch, zu 1,1 % isiNdebele und zu 0,9 % Afrikaans.

## Wirtschaft
Mpofana ist strategisch günstig innerhalb KwaZulu-Natals gelegen. Über die N3 und eine Eisenbahnstrecke von Durban bis nach Gauteng ist die Gemeinde verkehrstechnisch gut an den Norden und Süden angebunden. Auch innerhalb der Gemeinde ist das Straßennetz ausgebaut und erleichtert so den Tourismus, insbesondere in den Drakensbergen.
Bis in die 1990er Jahre gab es in Mpofana eine Textilindustrie, die allerdings aufgrund schlechter infrastruktureller Bedingungen abwanderte. Dies führte auch zu einem Einbruch in den Bevölkerungszahlen der Gemeinde. Dieser Industriezweig war ein wichtiger Wirtschaftsfaktor.
Die Gegend um Mooi River ist für seine Milchviehhaltung, die Milchprodukte und seine Pferdezucht bekannt. Außerdem werden Kartoffeln und Cash Crops angebaut.
Das Reizklima ist ein wichtiger Faktor im Tourismus Mpofanas und zieht viele Urlauber von der Küste und dem Highveld an. Die wichtigsten Attraktionen sind das Kamberg Nature Reserve und die Zulu  Falls. Mooi River und Rosetta liegen an der Ferienstraße Midlands Meander.

## Sehenswürdigkeiten
- Das Weston Agricultural Museum ist ein Heimatmuseum, in dem Fotografien und Dokumente der lokalen Geschichte ausgestellt werden.
- Das Rhode House Museum ist ein weiteres Heimatmuseum. Das Haus gehörte Edgar Rhode, einem prominenten Bürger der Gemeinde, der 1921 im ersten Stadtrat saß.[2]